# Cratilla metallica
Cratilla metallica is een libellensoort uit de familie van de korenbouten (Libellulidae), onderorde echte libellen (Anisoptera).
De soort staat op de Rode Lijst van de IUCN als niet bedreigd, beoordelingsjaar 2007.
De wetenschappelijke naam Cratilla metallica is voor het eerst geldig gepubliceerd in 1878 door Brauer.